# Uszangi Kokauri
Uszangi Kokauri (ur. 10 stycznia 1992) – gruziński, a od 2013 roku azerski judoka. Dwukrotny olimpijczyk. Zajął dziewiąte miejsce w Rio de Janiero 2016 i Tokio 2020. Walczył w wadze ciężkiej.
Wicemistrz świata w 2018; uczestnik zawodów w 2017 i 2019. Startował w Pucharze Świata w latach 2014-2018. Piąty na mistrzostwach Europy w 2019. Mistrz w drużynie na igrzyskach solidarności islamskiej w 2017 roku.

## Letnie Igrzyska Olimpijskie 2016
| Konkurencja | Eliminacje                 | Eliminacje                 | Klas. końcowa |
| Konkurencja | Przeciwnik I               | Przeciwnik II              | Miejsce       |
| ----------- | -------------------------- | -------------------------- | ------------- |
| +100 kg     | Artūrs Ņikiforenko (LAT) Z | Hisayoshi Harasawa (BRA) P | 9.            |

## Letnie Igrzyska Olimpijskie 2020
| Konkurencja | Eliminacje              | Eliminacje           | Klas. końcowa |
| Konkurencja | Przeciwnik I            | Przeciwnik II        | Miejsce       |
| ----------- | ----------------------- | -------------------- | ------------- |
| +100 kg     | Maciej Sarnacki (POL) Z | Rafael Silva (BRA) P | 9.            |